# Michelle Obama
Michelle LaVaughn Robinson Obama (Chicago, 17 de gener de 1964) és una advocada, administradora universitària i escriptora estatunidenca que va ser la Primera Dama dels Estats Units entre 2009 i 2017. Està casada amb el 44è President dels Estats Units, Barack Obama, i va ser la primera Primera Dama afroamericana de la història d'aquest país.
Nasqué i s'educà al sud de Chicago, i va graduar-se a la Universitat de Princeton i a la Harvard Law School. Després d'acabar els seus estudis, i durant els primers anys de la seva carrera legal, va tornar a Chicago i va començar a treballar al bufet d'advocats Sidley Austin, on va conèixer el seu futur marit. Posteriorment treballà en organitzacions sense ànim de lucre i com a degana associada de Serveis Estudiantils a la Universitat de Chicago i com a Vicepresidenta d'Assumptes Comunitaris i Externs del centre mèdic de la Universitat de Chicago.
Michelle es va casar amb Barack Obama l'any 1992 i tenen dues filles, Malia i Sasha. Durant els anys 2007 i 2008 va col·laborar en la campanya del seu marit, i va pronunciar el discurs principal de la Convenció Nacional Demòcrata del 2008. Quatre anys més tard, el 2012, va tornar a prendre la paraula a la Convenció Nacional Demòcrata. Durant la Convenció de 2016, a Filadèlfia, va pronunciar un discurs de suport a la candidata presidencial demòcrata, Hillary Clinton.
Com a Primera Dama, Michelle Obama va servir com un model a seguir per a les dones i va treballar com a defensora de la conscienciació de la pobresa, l'educació, la nutrició, l'activitat física i l'alimentació saludable. També va donar suport als dissenyadors estatunidencs i va ser considerada una icona de la moda.

## Família i educació
Michelle Robinson va néixer el 17 de gener de 1964 a Illinois. El seu pare, Fraser Robinson, era treballador en una planta d'aigua, mentre que la seva mare, Marian Shields Smith, treballava com a secretària. Entre la seva ascendència familiar hi trobem Jim Smith, un esclau nascut a Carolina del Sud, on encara conserva gran part de la seva família.
La família Robinson vivia al sector sud de Chicago. Fraser treballava com a operador de bombes al Departament Hidràulic de Chicago, i tot i que li van diagnosticar esclerosi múltiple de jove, gairebé mai va faltar a la feina. Marian, la seva mare, es quedava a casa cuidant de Michelle i Craig, el seu germà gran.
Després d'estudiar a escoles públiques de Chicago, Michelle va estudiar Sociologia i Estudis Afroamericans a la Universitat de Princeton. L'any 1988 es va graduar de la Harvard Law School i va començar a treballar al bufet d'advocats Sidley & Austin. Va ser quan estava en aquesta universitat que va començar a involucrar-se en accions polítiques, reclamant actuacions per a què les autoritats universitàries donessin feina a professors que fossin membres de minories. Michelle Obama va arribar a estar entre les 10 millors advocades dels Estats Units.
L'any 1996 va arribar a la Universitat de Chicago amb la visió i el propòsit d'establir vincles entre el campus i la comunitat. Com a degana associada de Serveis Estudiantils va desenvolupar el primer programa de servei comunitari de la universitat, i sota el seu lideratge com a Vicepresidenta d'Assumptes Comunitaris i Externs del centre mèdic de la Universitat de Chicago, les activitats dels voluntaris al campus i a la comunitat van augmentar notablement.
Pocs anys després, Obama va decidir que la seva veritable vocació era organitzar i animar a la gent per a que servissin a la seva comunitat i donessin suport als veïns. Va treballar com a comissionada assistent de planificació i desenvolupament a l'alcaldia de Chicago, i poc després va fundar el capítol de Chicago de Public Allies (Aliats Públics), un programa d'AmeriCorps que prepara els joves pel servei públic, on va assumir el càrrec de directora executiva.
Va conèixer Barack Obama al despatx d'advocats on els dos treballaven. L'any 1992 es van casar i el 1998 va néixer la seva primera filla, Malia Ann. Tres anys després, el 2001, va néixer la seva segona filla, Sasha Obama.

## Primera Dama dels Estats Units
Durant els seus primers mesos com a Primera Dama, Michelle va visitar albergs i menjadors socials. També va enviar representants a les escoles i va advocar a favor del servei públic. Michelle va defensar les prioritats polítiques del seu marit mitjançant la promoció de projectes de llei que hi donaven suport. Obama va oferir una recepció a la Casa Blanca per als defensors dels drets de les dones durant la celebració de la promulgació de la Llei Lilly Ledbetter Fair Pay de 2009. Segons els seus representants, tenia la intenció de visitar tots els Estats Units amb la finalitat de familiaritzar-se amb Washington.
El 5 de juny de 2009, la Casa Blanca va anunciar que Michelle Obama substituiria la seva cap de personal, Jackie Norris, per Susan Sher, una antiga amiga i consellera. Norris es va convertir en Assessora de la Corporació per al Servei Nacional i Comunitari.
Altres iniciatives de la Primera Dama, Michelle Obama, van incloure la defensa en nom de les famílies de militars, ajudes per la feina a la dona i la família, fomentant el servei nacional, i la promoció de la salut, les arts i l'educació artística.

## Guardons
L'any 2020 va guanyar el Grammy al Millor Àlbum Parlat gràcies al seu llibre 'Becoming', que va ser escrit per un negre literari.
| Any  | Premi  | Àlbum    | Categoria           | Ref    |
| ---- | ------ | -------- | ------------------- | ------ |
| 2020 | Grammy | Becoming | Millor àlbum parlat | [ 20 ] |

## Aparicions a la televisió
L'any 2011, Michelle Obama va ser convidada a participar en un episodi especial de la famosa sèrie de Nickelodeon iCarly, en un capítol de la cinquena temporada titulat «iMeet the First Lady» (a Llatinoamèrica, «Conociendo a la primera dama»). El capítol es va estrenar el 16 de gener de 2012, un dia abans de l'aniversari d'Obama.
També va aparèixer a Extreme Makeover Home Edition i als Kids Choice Awards 2012. Una altra aparició va ser a la sèrie animada estatunidenca Los Simpson. L'any 2014 va aparèixer al season finale de la 6a temporada de Parks and Recreation. També va sortir a la sèrie infantil de Disney Jessie.
Una de les últimes aparicions televisives de la Primera Dama va ser a l'episodi número 22 de la temporada 13 de la sèrie NCIS, titulat «Homefront».
| Any  | Sèrie                   | Personatge   | Notes                                          | Capítol                           | Productor              | Estrena                |
| ---- | ----------------------- | ------------ | ---------------------------------------------- | --------------------------------- | ---------------------- | ---------------------- |
| 2009 | Sesame Street           | Ella mateixa | Estrella convidada                             | Frankly, It's a Habitat           | Benjamin Lehmann       | 10 de novembre de 2009 |
| 2012 | iCarly                  | Ella mateixa | Estrella convidada                             | iMeet The First Lady              | Dan Schneider          | 16 de gener de 2012    |
| 2012 | Kids Choice Awards 2012 | Ella mateixa | Entrega el premi "The Big Help" a Taylor Swift | -                                 | Will Smith             | 31 de març de 2012     |
| 2014 | Parks and Recreation    | Ella mateixa | Estrella convidada (2 capítols)                | Moving Up (Part 1 i 2)            | Michael Schur          | 24 d'abril de 2014     |
| 2014 | Nashville               | Ella mateixa | Estrella convidada                             | All or Nothing With Me            | R.J. Cutler            | 07 de maig de 2014     |
| 2014 | Jessie                  | Ella mateixa | Estrella convidada                             | From the White House to Our House | Pamela Eells O'Connell | 16 de maig de 2014     |
| 2016 | NCIS                    | Ella mateixa | Estrella convidada                             | Homefront                         | Donald P. Bellisario   | 03 de maig de 2016     |